# Plouëc-du-Trieux
Plouëc-du-Trieux är en kommun i departementet Côtes-d'Armor i regionen Bretagne i nordvästra Frankrike. Kommunen ligger i kantonen Pontrieux som tillhör arrondissementet Guingamp. År 2022 hade Plouëc-du-Trieux 1 140 invånare.

## Befolkningsutveckling
Antalet invånare i kommunen Plouëc-du-Trieux
Referens:INSEE